# NO LOGO
《No Logo：颠覆品牌全球统治》是加拿大作者Naomi Klein创作的一本书。首次由Knopf Canada和Picador于1999年12月出版，正好是1999年西雅图WTO抗议活动引起媒体关注的时候，成为了关于改变全球化运动的最有影响力的书籍之一。

## 核心内容
这本书关注品牌推广，并经常与反全球化运动建立联系。在四个部分（「无空间」、「无选择」、「无工作」和「无标识」）中，克莱因写了一些问题，如美洲和亚洲的血汗工厂、文化干扰、企业审查和“重新夺回街道”。克莱因特别关注耐克、Gap、麦当劳、壳牌和微软以及他们的律师，承包商和广告公司的行为。克莱因书中的许多观点源自「局势主义者」的影响，一个于20世纪50年代末创立的行動艺术及政治团体。
尽管全球化经常作为一个重复出现的主题，但克莱因很少直接讨论全球化这个主题，即使她这样讨论了这个主题，也通常是间接的。克莱因另一本书《围墙和窗户》（2002年）中更详细地讨论了全球化。

## 概要
这本书分为四个部分：“无空间”，“无选择”，“无工作”和“无标志”。前三个部分涉及以品牌为导向的公司活动的负面影响，而第四部分则讨论了人们采取的各种方法来反抗。

### “无空间”
本书从品牌的历史开始追溯。克莱因认为在品牌使用方面发生了转变，并给出了这种转变的例子，即“反品牌”品牌。品牌的早期例子通常用于为工厂生产的产品提供可以识别的面孔。随后，品牌逐渐向销售生活方式的思想演变。克莱因认为，作为对1980年代晚期的经济崩溃（由于拉美债务危机、黑色星期一（1987年）、储蓄和贷款危机以及日本资产价格泡沫）的回应，公司开始认真重新考虑其营销策略，并将目标锁定在年轻人群体，而不是此前被认为是更有价值的婴儿潮一代。
本书讨论了诸如耐克或百事可乐等品牌如何超越了仅仅带有其名称的产品，以及这些品牌名称和标志如何开始无处不在。随着这一过程的发生，品牌对年轻人市场的痴迷推动它们进一步与年轻人认为“酷”的事物联系在一起。在此过程中，品牌试图将自己的名称与从电影明星和运动员到基层社会运动的一切相关联。
克莱因认为，大型跨国公司认为品牌营销比实际产品制造更重要；这一主题在书中反复出现，克莱因认为这有助于解释为什么服装、鞋类和计算机硬件等行业的生产已经转向第三世界国家。
本节还探讨了品牌如何将其存在“强加”给学校系统的方式，以及在此过程中它们如何将广告送入学校并利用自己的地位搜集有关学生的信息。克莱因认为，这是针对越来越年轻的消费者的一种趋势。

### “没有选择”
第二节中，克莱因讨论了品牌如何利用自身的规模和影响力来限制公众可选择的选项数量——无论是通过市场主导地位（如沃尔玛）还是通过对某一地区进行强势入侵（如星巴克）。克莱因认为，每家公司的目标都是成为其所在领域的主导力量。与此同时，索尼或迪士尼等其他公司开设自己的连锁店，以阻止竞争对手将产品上架。
本节还讨论了公司之间的合并方式，以增加普及度并对其形象提供更大的控制。例如，据说ABC新闻受到压力，不得播出对迪士尼过度批评的报道，因为迪士尼是其母公司。沃尔玛等其他连锁店经常威胁要从货架上撤下各种产品，迫使制造商和出版商顺从他们的要求。这可能意味着降低制造成本，或者改变杂志或专辑等产品的艺术品或内容，使其更符合沃尔玛对家庭友好形象的要求。
还讨论了公司滥用版权法来沉默那些可能试图批评他们品牌的人的方式。

### “没有工作”
在这个部分，书籍变得更加消极，并讨论了制造业就业机会如何从本地工厂转移到外国，特别是转移到被称为出口加工区的地方。这些区域通常没有劳动法，导致恶劣的工作条件。
然后，书籍转回北美，那里缺乏制造业工作岗位，导致服务业的工作增加，而大部分工作都是最低工资，没有福利待遇。引入了“McJob”这个术语，定义为补偿不佳、无法跟上通胀、工作时间不灵活或不受欢迎、晋升机会少、压力大的工作。与此同时，公众被灌输了这些工作只是学生和应届毕业生的临时就业，因此不需要提供生活工资或福利待遇。
所有这些都发生在企业界创造的巨大利润和财富的背景下。结果是出现了一代新的员工对他们所工作的公司的成功产生了怨恨。这种怨恨，加上不断上升的失业率、海外劳工虐待、对环境的忽视以及广告的日益增多，滋生出对企业的新的蔑视。

### “没有商标”
这本书的最后一部分讨论了在1990年代兴起的各种运动。其中包括Adbusters杂志和文化干扰运动，以及Reclaim the Streets和麦当劳诉讼。书中还讨论了一些不那么激进的抗议活动，比如各种旨在终结血汗工厂的运动。
克莱因通过对比消费主义和公民权利来做出结论，选择了后者。她写道：“当我开始写这本书的时候，我并不知道自己是在报道边缘化的孤立抵抗场景，还是一个潜在的广泛运动的诞生。但随着时间的推移，我清楚地看到了一个运动在我眼前形成。”

## 批评
以《经济学人》杂志（2001年9月8日）封面为例，与《无标志》有关
该书发布后，克莱因受到了《经济学人》报的严厉批评，此事引发了与克莱因和该杂志作家之间的广播辩论，被称为“无标志 vs. 赞成标志”。
2004年出版的《叛逆的出售》（在美国出版为《叛逆之国》）特别批评《无标志》，称将工人阶级生活质量的改善转化为一种根本反市场的意识形态是肤浅的。
耐克公司发表了一篇逐点反驳该书的声明，驳斥了克莱因对该公司劳工实践的每一项陈述。

## 出版
《No Logo：颠覆品牌全球统治》 ISBN 9787563383887